# کورن‌وردرزاند
کورن وردرزند (به هلندی: Kornwerderzand) یک منطقهٔ مسکونی در هلند است که در سودوست-فریسلان واقع شده‌است. کورن وردرزند ۲۲ نفر جمعیت دارد.